# Rocca di Gusaliggio
Die Rocca di Gusaliggio, auch Rocca Pallavicino (Gusaliggio), ist die Ruine einer mittelalterlichen Höhenburg auf einem Felsvorsprung in der Nähe des Ortsteils Pieve di Gusaliggio der Gemeinde Valmozzola in der italienischen Region Emilia-Romagna.

## Geschichte
Die ursprüngliche Befestigung zur Verteidigung des Val Mozzola stand zu unbekannter Zeit, vermutlich im 12. Jahrhundert, in der Nähe einer Kapelle, die dem Heiligen Columban von Luxeuil geweiht war. Es ist ebenfalls nicht bekannt, wann diese Kapelle errichtet wurde. Der Bau erfolgte im Zuge der Verbreitung des Kultes dieses Heiligen in der Gegend in langobardischer Zeit durch die Mönche der Abtei Bobbio.
1182 investierte der Kaiser des Heiligen Römischen Reiches, Friedrich Barbarossa, die Pallavicinis in das Lehen. Nach dem Tode des Markgrafen Wilhelm 1227 erbte dessen Sohn, Oberto II., die „Rocca di Gisalecchio“ und ließ sie bedeutend erweitern und befestigen. Der Markgraf war ein erbitterter Condottiere des Kaisers Friedrich II. und zog sich 1268, nach den schweren Niederlagen gegen Karl I., dorthin zurück. Im Folgejahr, während der Belagerung durch die Guelfen aus Parma und Piacenza starb Oberto II. dort und hinterließ seinem Sohn Manfredino seine Besitzungen. Die Burg wurde später während der Händel zerstört.
Später fiel die Burgruine an die Markgrafen Pallavicini von Pellegrino. 1428 eroberten die Truppen des Herzogs von Mailand, Filippo Maria Visconti, unter der Führung von Condottiere Niccolò Piccinino das Castello di Pellegrino Parmense und setzten Manfredo Pallavicino fest. Der Markgraf gestand unter Folter, sich gegen den Herzog verschworen zu haben, der ihn zum Tode verurteilte, alle seine Besitzungen konfiszierte und sie 1438 Piccinino gab. 1450 wurden die Pallavicinis erneut in das Lehen von Gusaliggio investiert, dessen Burg gegen die Angriffe von Alessandro Sforza bestand.
1472 sprach Galeazzo Maria Sforza das Lehen, das eine Dependance dessen von Pellegrino Parmense war, dem Vetter Ludovico Fogliani, dem Gatten von Margherita Pallavicino, zu, dem gestattet wurde, seinem eigenen Familiennamen den der Sforzas hinzuzufügen.

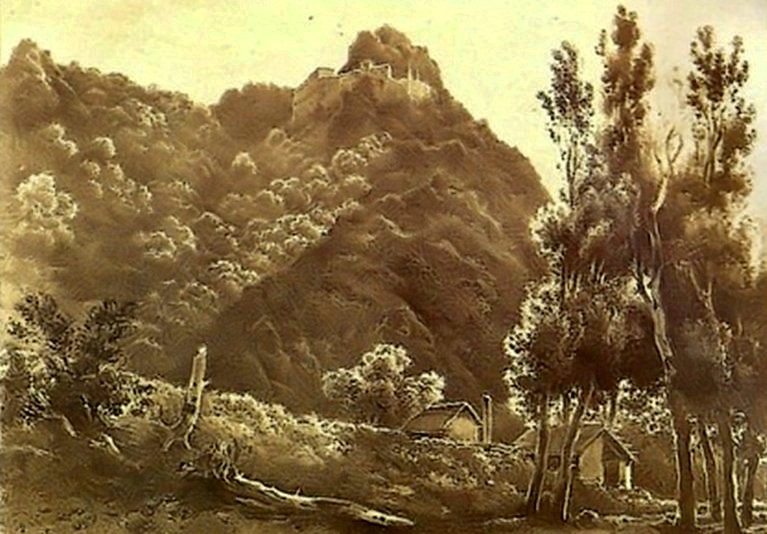
Die Rocca di Gusaliggio auf einem Gemälde aus dem 19. Jahrhundert

1526 wurde die Burg von den beiden Neffen von Pallavicino Sforza Fogliani angegriffen, die die Burg ihres Onkels plünderten und schwer beschädigten.
Der letzte Markgraf, Giovanni Fogliani Sforza von Aragón, der 1755 zum Vizekönig von Sizilien ernannt wurde, gab 1759 seine Lehen zugunsten von Federico Meli Lupi di Soragna, dem Sohn seiner Schwester Lucrezia, auf. 1805 war dessen Sohn Carlo gezwungen, seiner Güter wegen der napoleonischen Dekrete über die Abschaffung der Feudalrechte abzugeben. Die imposante Rocca di Gusaliggio, die damals bereits teilweise in Ruinen lag, kaufte die Familie Conti. Nachdem sie dort einige Jahrzehnte gelebt hatte, beschloss sie wegen der Beschwerlichkeit des Verbindungsweges zwischen der Burg und dem Dorf die Zerstörung der Burg, um die Steine als Baumaterial für ihren Palast in der Nähe von Pieve di Gusaliggio zu verwenden.
1860 kaufte die Familie Sozzi die Reste der Burg. Aufgegeben verfiel die Burg zu einer Ruine, die teilweise von der Vegetation überwuchert wurde.

## Beschreibung
Die Reste der Burg ragen neben dem Gipfel eines 200 Meter hohen Felssporns aus Ophiolith über dem Mozzola-Bach auf.
Die Burg, die mehrmals erweitert wurde, erstreckte sich um einen großen Innenhof und war von einer zinnenbewehrten Mauer mit verschiedenen, großen Türmen umgeben. Sie bestand vollständig aus massiven Steinblöcken und erhob sich über mehrere Stockwerke mit zahlreichen Sälen. Das Erdgeschoss, das aus dem Fels geschlagen wurde, korrespondierte mit einer kleinen Kapelle mit Blick auf ein kleines Plateau, das über das Tal hinausragte. Auf dem Gipfel des benachbarten Felsvorsprungs erhob sich über 40 Meter höher eine Windmühle neben der Trinkwasserzisterne des Forts.
Heute sind von der Burg nur noch Ruinen einiger Mauern, Bögen und Erdgeschossräume erhalten, letztere aus dem Fels gehauen, sowie ein großer Rundturm. Obwohl der Turm teilweise von der Vegetation überwuchert ist, vermittelt er einen Eindruck seiner einstigen Mächtigkeit.